# Grote-maagdenpalmroest
De grote-maagdenpalmroest (Puccinia vincae) is een autoecische schimmel behorend tot de familie Pucciniaceae. Het is een biotrofe parasiet die spermogonia, aecia, uredinia en telia vormt op de onderzijde van blad van de maagdenpalm (Vinca), maar niet kleine maagdenpalm (Vina minor).

## Kenmerken
Geïnfecteerde stengels bloeien niet en staan meer rechtop. Op de grote maagdenpalm is dit de enig bekende roest. Op de kleine maagdenpalm komt, de niet van Nederland bekende roest, Puccinia cribrata voor

### Microscopische kenmerken
Spermogonia
De spermogonia zitten op de achterkant van de bladeren en zijn geelachtig tot donkerbruin. De ellipsvormige tot omgekeerd eironde, gladde, kleurloze spermatiën zijn 4–5,5 × 3–3,5 μm groot. Ze zitten tussen receptieve hyfen, die tot 90 µm lang en 5 µm in doorsnee zijn.
Aecia
De komvormige, vaak langwerpige of gebogen, bruine aecia zitten op de achterkant van de bladeren en zijn tot 2–3 × ca 1 mm groot. Ze vormen in het begin kleurloze, eivormige tot ellipsvormige aeciosporen, die 38–40 × 22-24 µm groot zijn. Ze hebben een dikke, stekelige wand zonder kiempore. De later gevormde, bleek honingkleurige, ellipsvormig tot omgekeerd eivormige aeciosporen zijn 34–40 × 23–25 µm groot. Ze hebben een 2-3 µm dikke wand met fijne stekels en gewoonlijk drie equatoriale kiemporen.
Uredinia
De bruine uredinia zitten op de achterkant van de bladeren. Ze lijken op de aecia, maar gaan niet gepaard met spermogonia. De  ellipsvormige tot langwerpige urediniosporen zijn 27–36 × 17–7 μm groot. De kaneelbruine sporewanden zijn 1–2 μm dik en bezet met stekels. De urediniospore heeft drie of vier equatoriale kiemporen.
Telia
De telia zijn donkerbruin en zitten op de achterkant van de bladeren. Ze zijn tot 2–3 × 1 mm groot.  De kastanjebruine, tweecellige, ellipsvormige tot knotsvormige teliosporen zijn 34–45 × 19–30 μm groot en iets ingesnoerd bij de tussenwand. De wand van de teliospore is 1,5–2,5 μm dik en wrattig, die soms in de lengte van de spore liggen. Ze hebben 3 equatoriale kiemporen. De kleurloze steel is tot 10 µm lang.

## Hyperparasitering
De grote-maagdenpalmroest wordt gehyperparasiteerd door de schimmel Tuberculina sbrozzii.

## Verspreiding
Het verspreidingsgebied van grote-maagdenpalmroest stekt zich uit over Europa en de westkust van Noord-Amerika. In Nederland is grote-maagdenpalmroest zeldzaam.

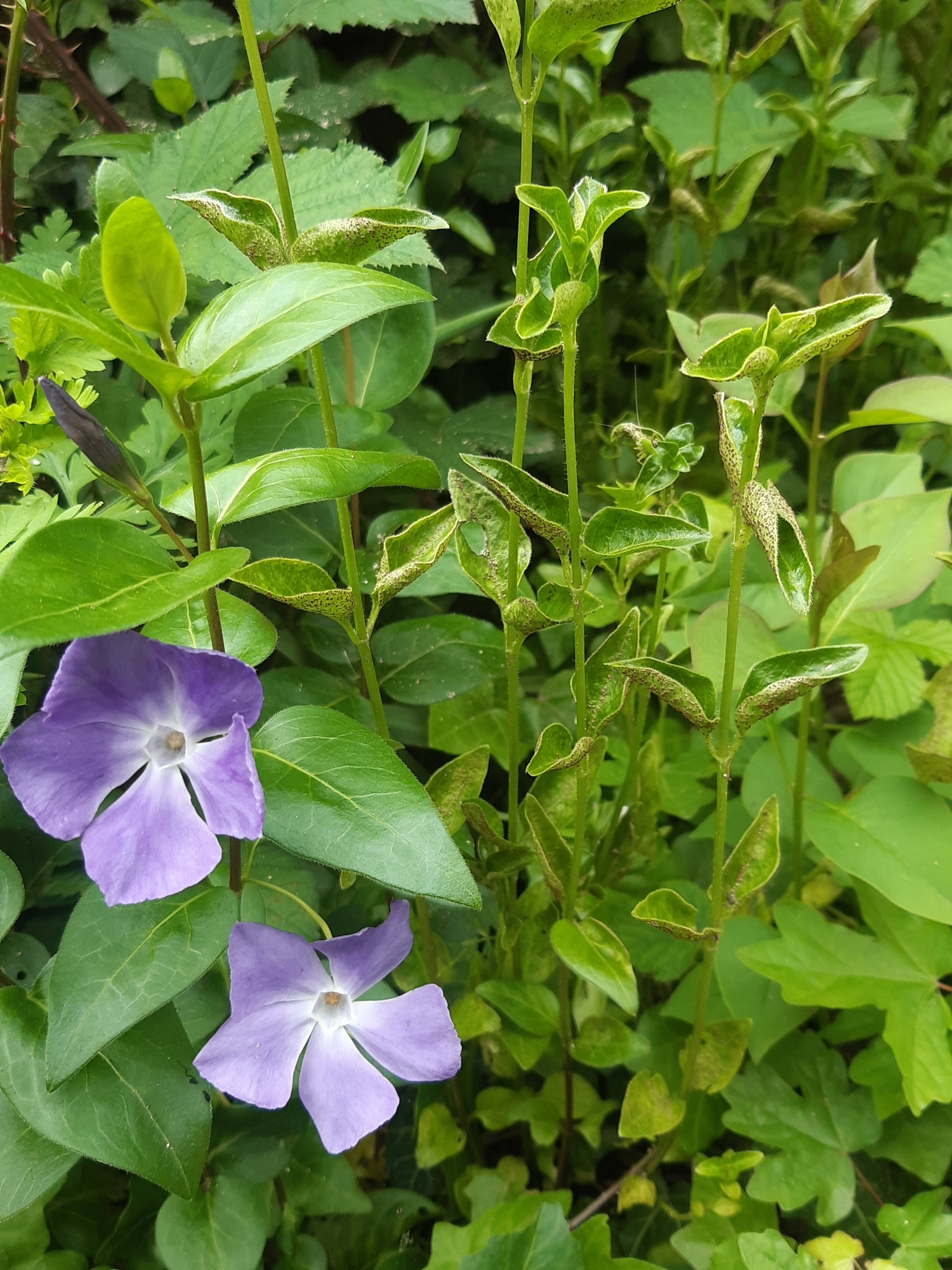
Planten
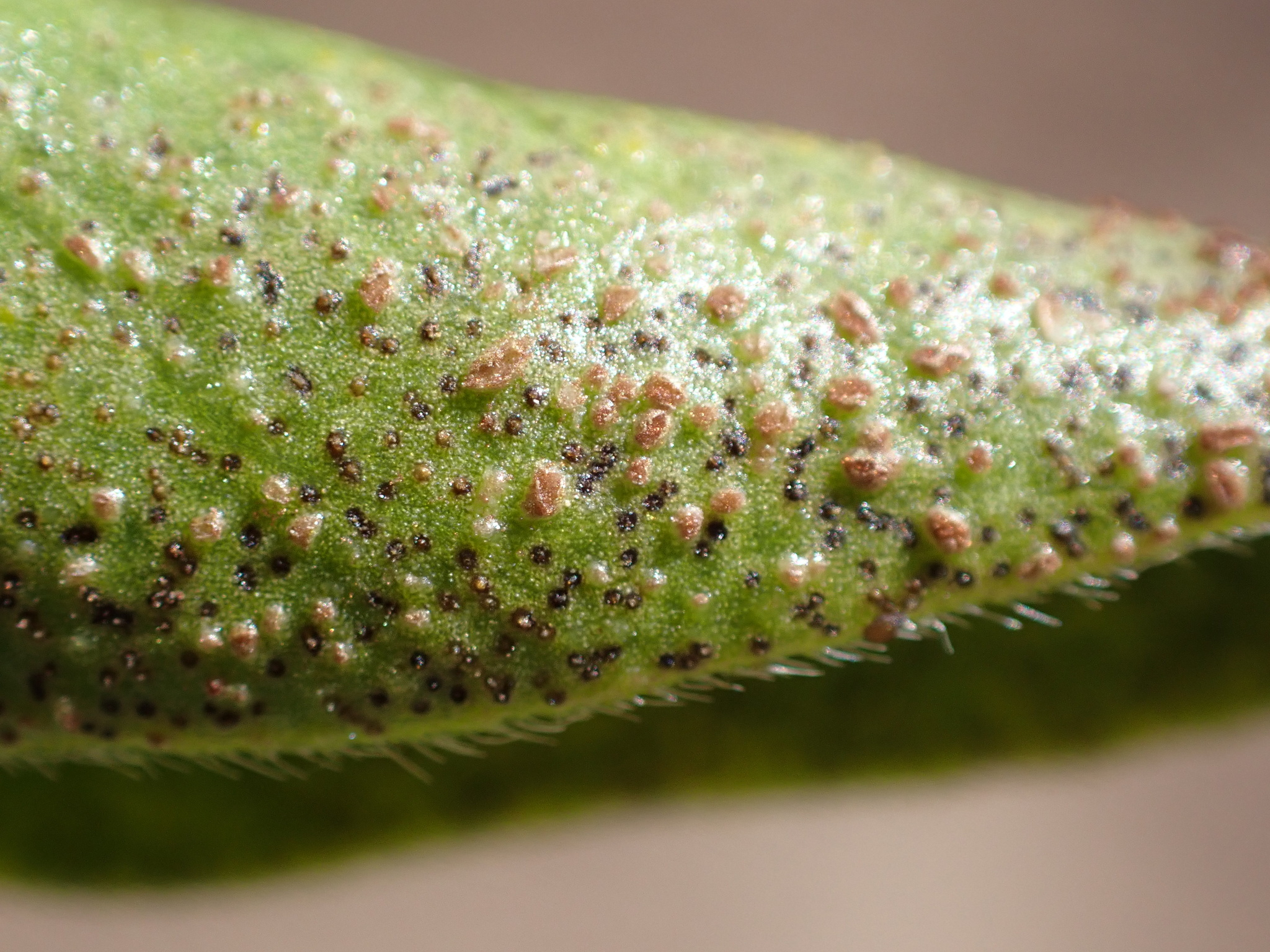
Aecia en spermogonia
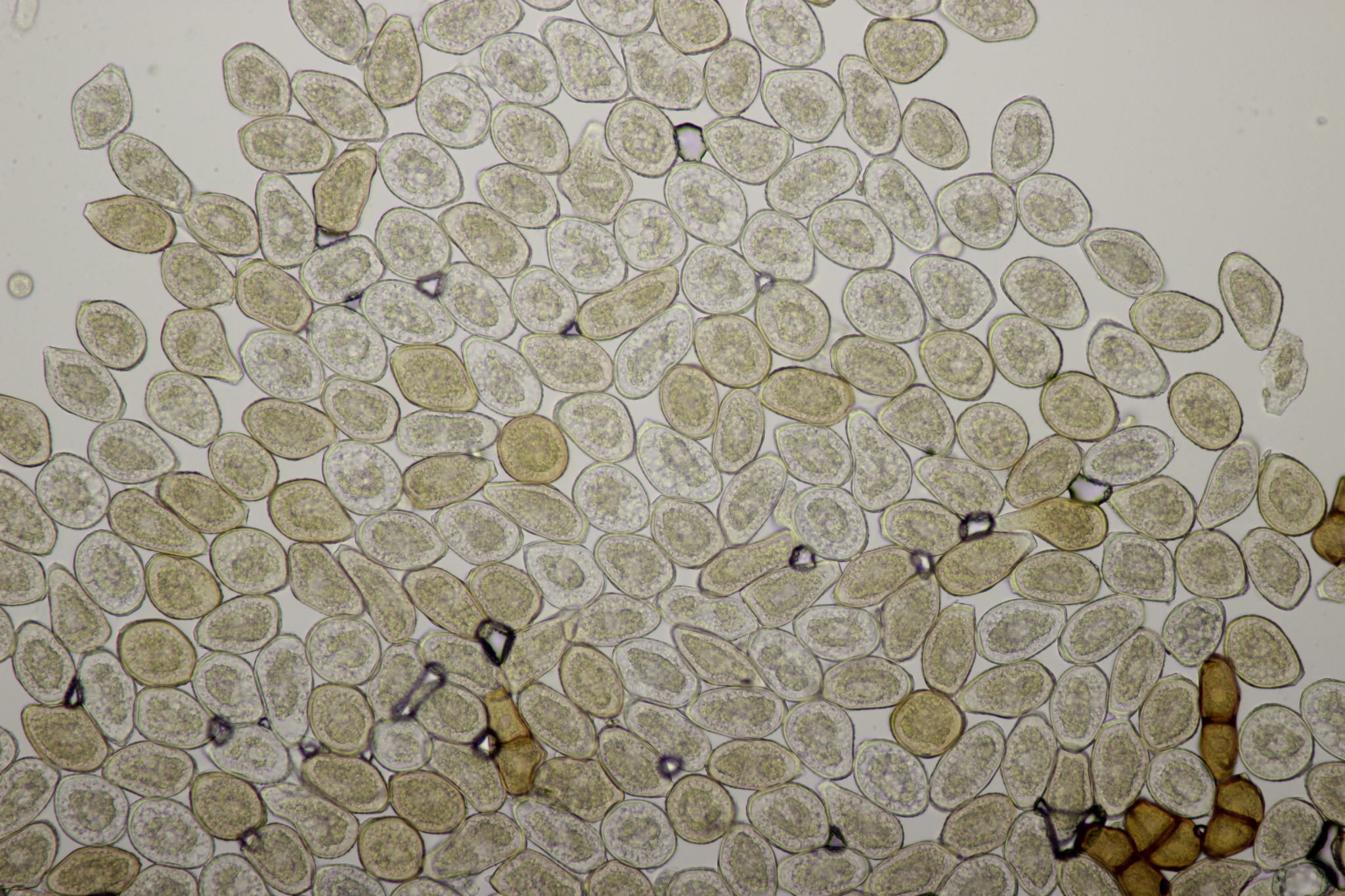
Aeciosporen
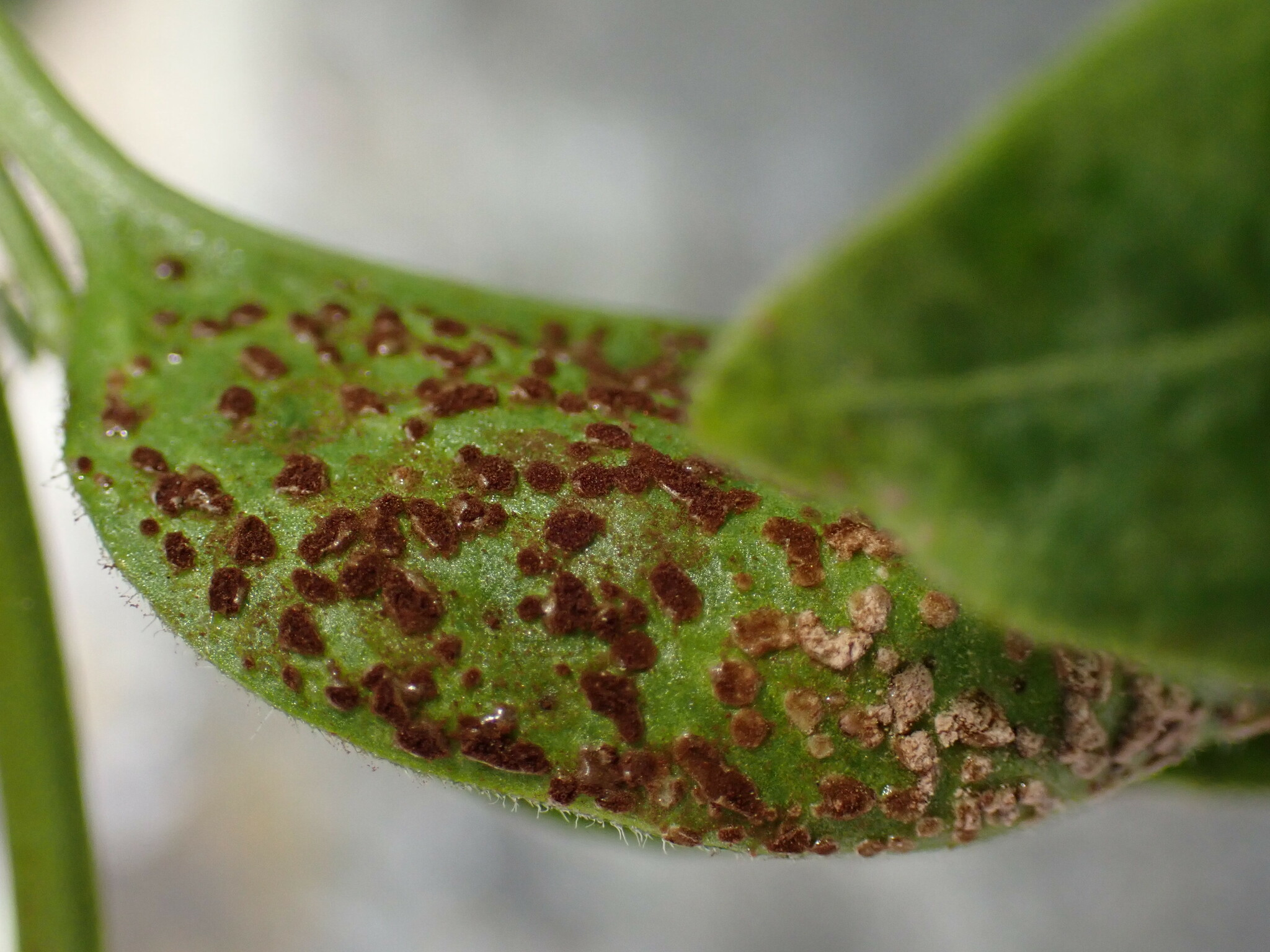
Telia
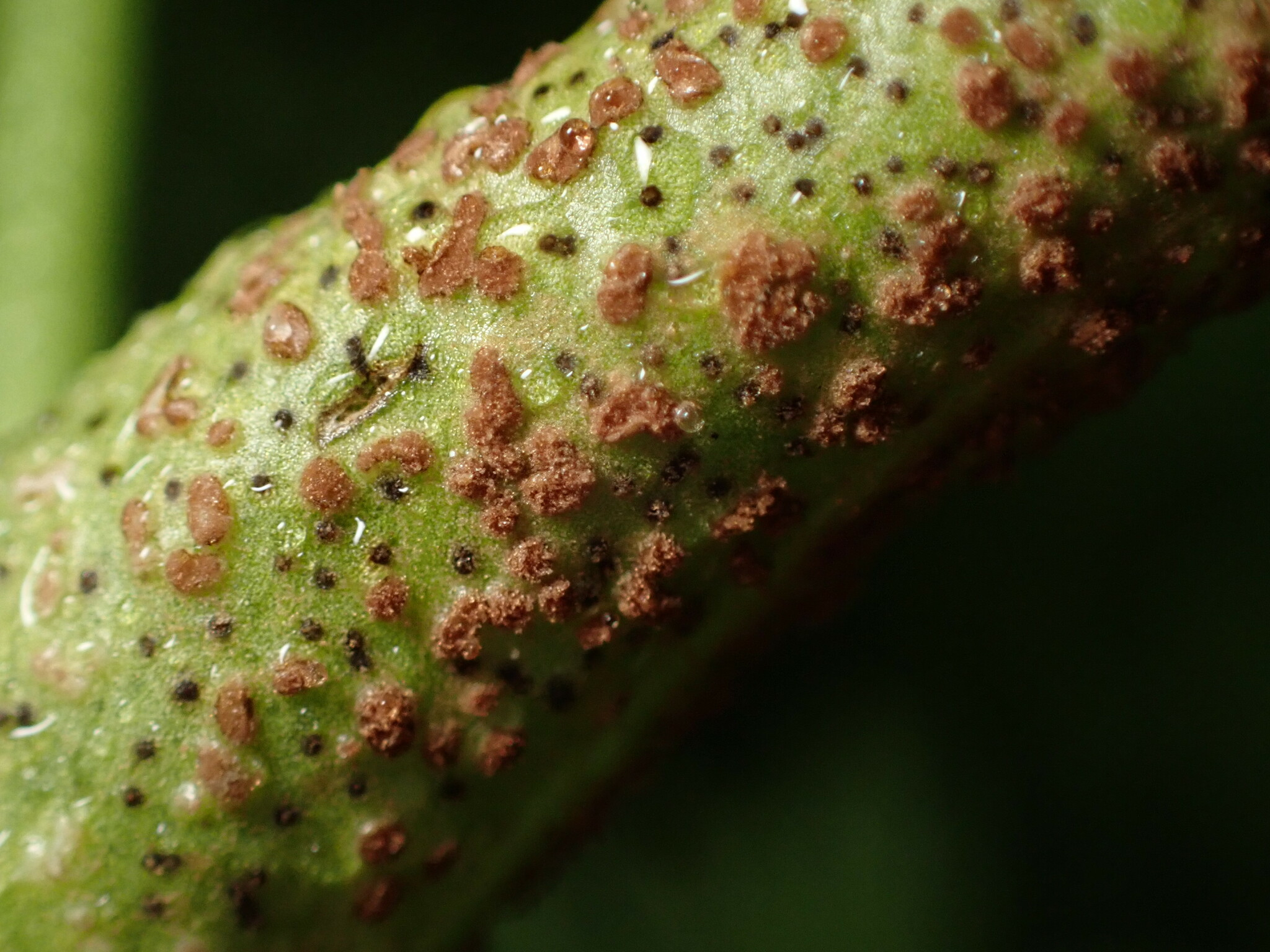
Uredinia
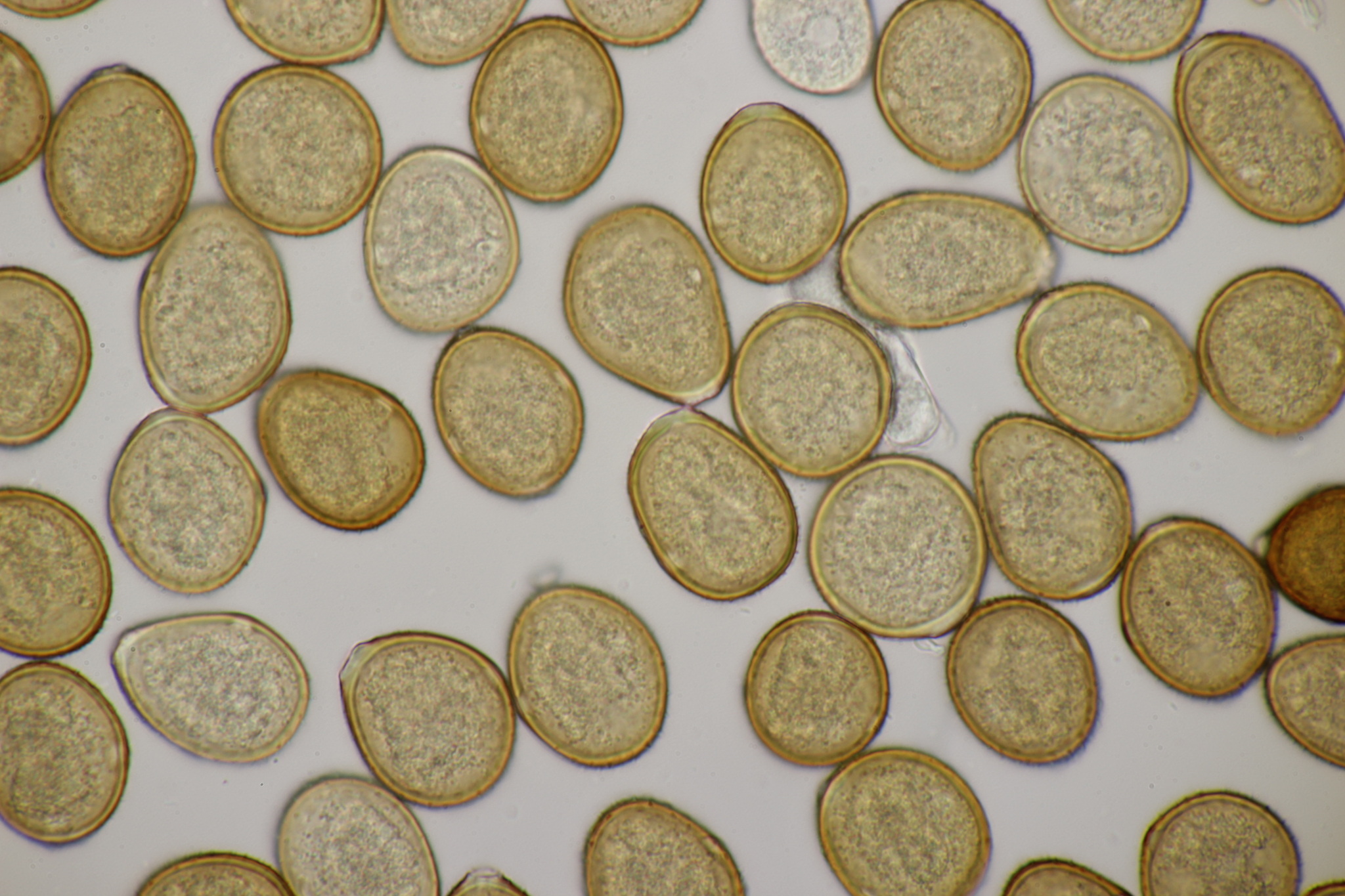
Urediniosporen
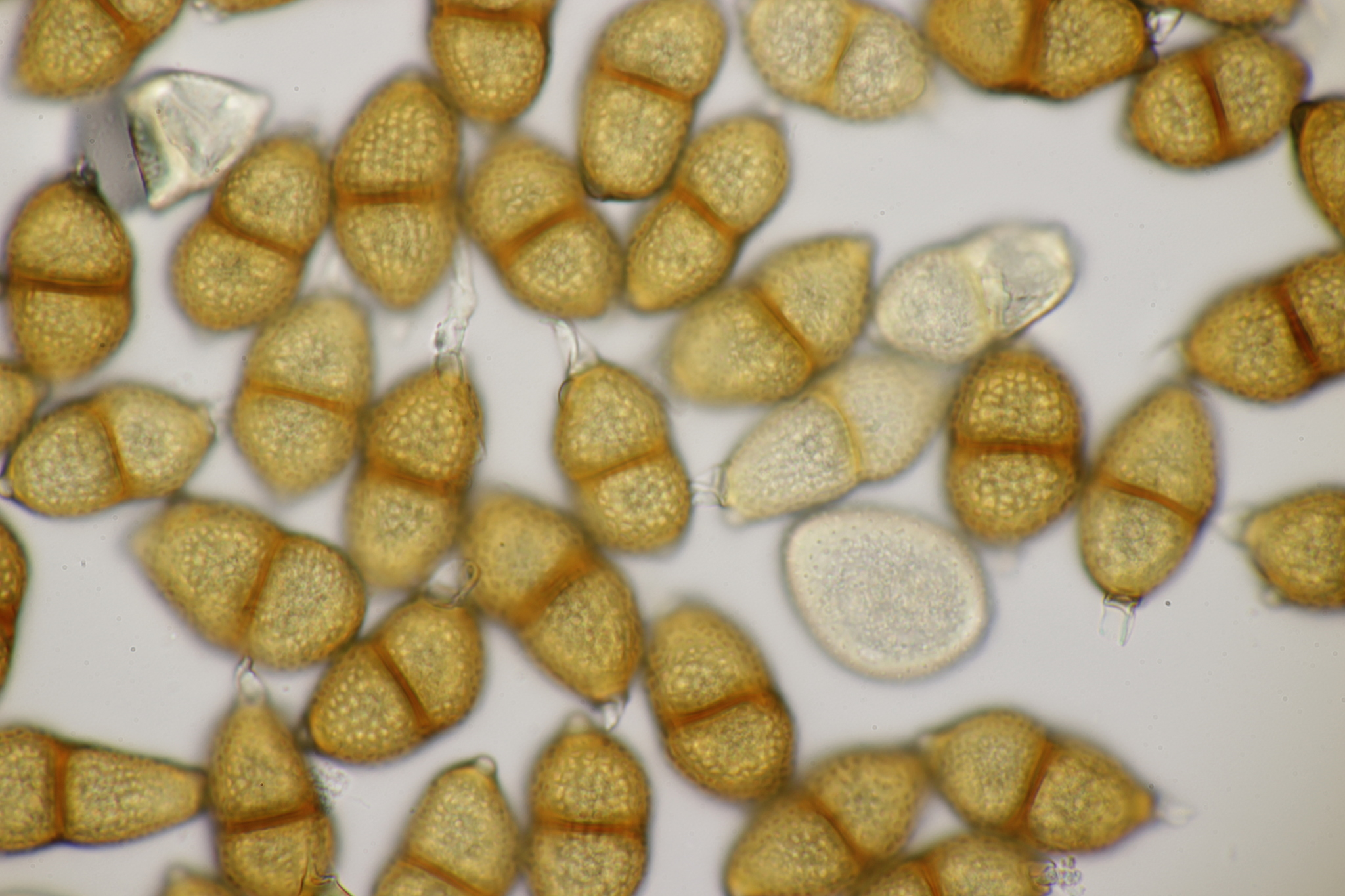
Teliosporen
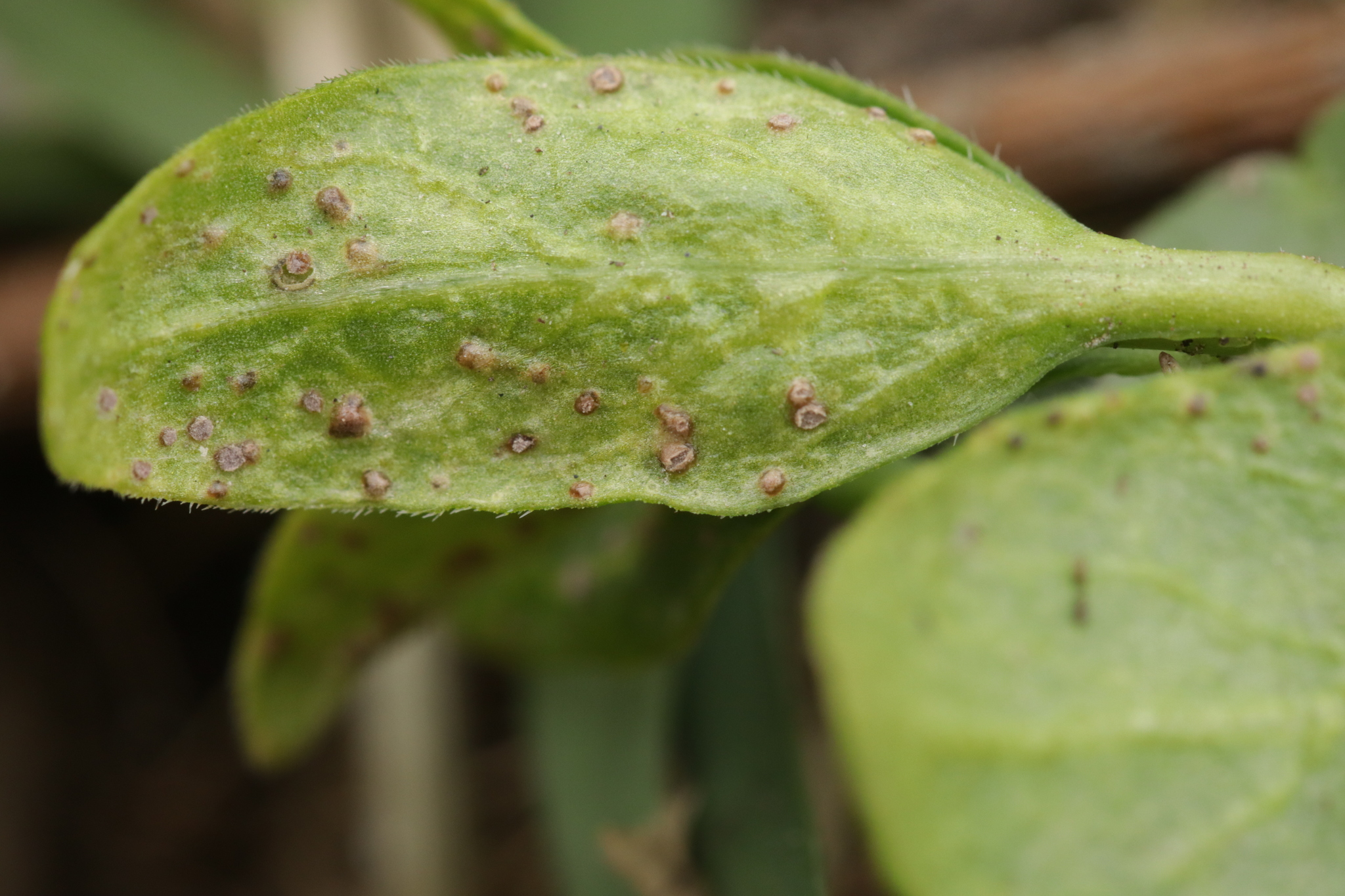
Tuberculina sbrozzii op aecia
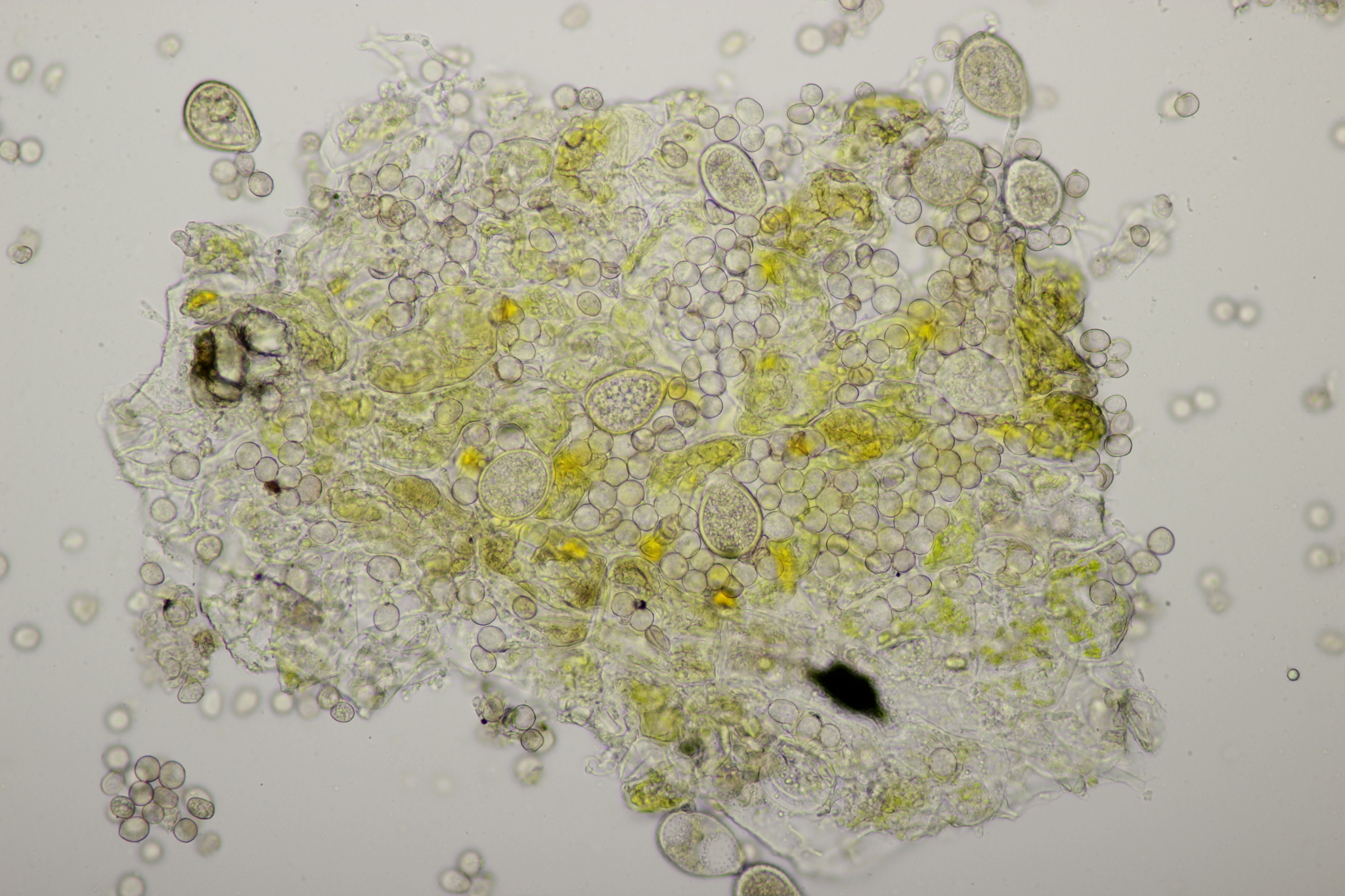
Conidia van Tuberculina sbrozzii en enkele aeciosporen